# Orthopyxis hartlaubi
Orthopyxis hartlaubi is een hydroïdpoliep uit de familie Campanulariidae. De poliep komt uit het geslacht Orthopyxis. Orthopyxis hartlaubi werd in 1991 voor het eerst wetenschappelijk beschreven door El Beshbeeshy. 